# ليف تيلدن
ليف تيلدن (بالإنجليزية: Leif Tilden)‏ هو كاتب سيناريو وممثل أمريكي، ولد في 20 مارس 1964 في بوسطن في الولايات المتحدة.

## أعمال

### أفلام
- (1990) سلاحف النينجا[1][2]
- (1991)  المستقنع السري[3][4]
- (1995)  عندما تنادي الطبيعة[5]

## وصلات خارجية
- ليف تيلدن على موقع IMDb (الإنجليزية)
- ليف تيلدن على موقع ألو سيني (الفرنسية)
- ليف تيلدن على موقع أول موفي (الإنجليزية)
- ليف تيلدن على موقع قاعدة بيانات الأفلام السويدية (السويدية)
- ليف تيلدن على موقع قاعدة بيانات الفيلم (الإنجليزية)
- ليف تيلدن على موقع كينوبويسك (الروسية)